# Cmentarzysko (Tatry)

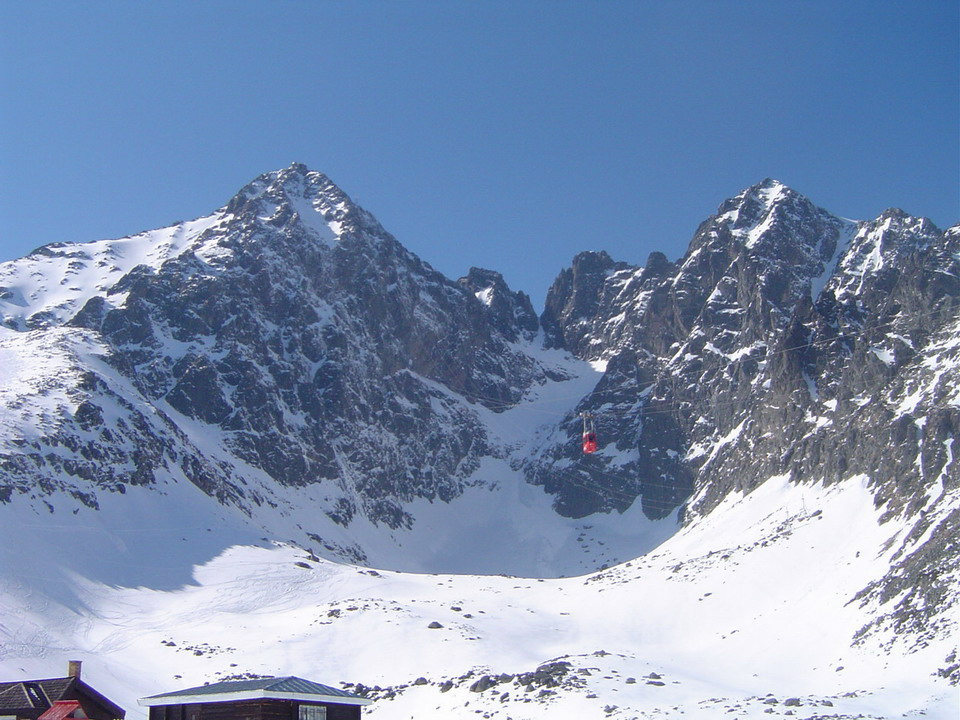
Cmentarzysko widoczne pomiędzy Łomnicą a Kieżmarskim Szczytem

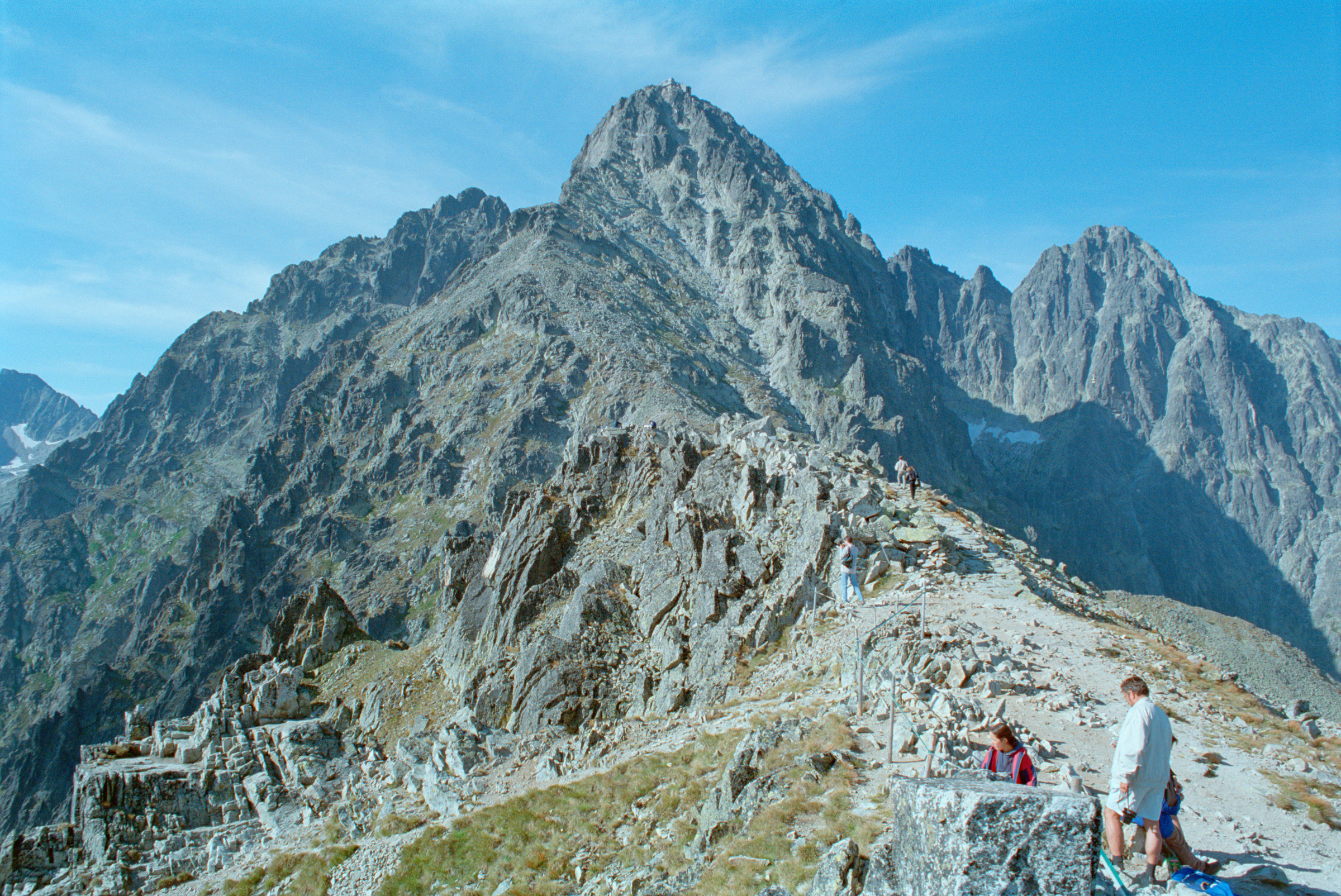
Cmentarzysko widoczne z Łomnickiej Grani

Cmentarzysko (słow. Cmiter, Cintorín, niem. Totengarten, węg. Sírkert) – kocioł polodowcowy w słowackich Tatrach Wysokich, tworzący górną część Doliny Łomnickiej, położony na wysokości ok. 2010 m n.p.m. (dolne partie). Leży u stóp Łomnicy, Wideł i Kieżmarskiego Szczytu. Opada wysokim, stromym progiem w kierunku Doliny Łomnickiej, a dokładniej do Lejkowego Kotła (Lievikový kotol) – pozostałości po wyschniętym Lejkowym Stawie. Do Cmentarzyska nie prowadzi żaden znakowany szlak turystyczny, więc nie jest ono dostępne dla turystów.
Cmentarzysko otoczone jest:
- od północnego zachodu Granią Wideł,
- od południowego zachodu masywem Łomnicy,
- od północnego wschodu Kieżmarskim Szczytem.